# 刘禹 (游泳运动员)
刘禹（1982年1月19日—），中国男子游泳运动员。他曾参加2004年夏季奥运会游泳比赛，还曾获得2002年亚洲运动会游泳比赛男子200米自由泳金牌。